# Ernst Fischer
Ernst Otto Fischer (ur. 10 listopada 1918 w Monachium, zm. 23 lipca 2007 tamże) – niemiecki chemik, laureat Nagrody Nobla w dziedzinie chemii w 1973 za pionierskie prace dotyczące chemii związków metaloorganicznych – jako pierwszy otrzymał sandwichowe kompleksy cyklopentadienylowe.
Od 1957 do 1964 profesor chemii Uniwersytetu w Monachium, od 1964 profesor Politechniki w Monachium, od 1969 członek Niemieckiej Akademii Przyrodników w Halle. W 1973 otrzymał Nagrodę Nobla (wspólnie z Geoffreyem Wilkinsonem) za badania związków metaloorganicznych, zwłaszcza nowych syntez związków sandwiczowych, nie tylko z żelazem, ale i z innymi metalami przejściowymi. Fischer wyjaśnił strukturę ferrocenu.